# Distrito de Mladá Boleslav
El Distrito de Mladá Boleslav (en checo: Okres Mladá Boleslav) es un distrito de la Región de Bohemia Central, en la República Checa. Su capital es Mladá Boleslav

## Localidades (población año 2018)
- Bakov nad Jizerou 5148
- Bělá pod Bezdězem 4822
- Benátky nad Jizerou 7437
- Bezno 939
- Bílá Hlína 108
- Bítouchov 379
- Boreč 257
- Boseň 479
- Bradlec 1328
- Branžež 233
- Březina 406
- Březno 1000
- Březovice 346
- Brodce 1059
- Bukovno 743
- Čachovice 893
- Charvatce 278
- Chocnějovice429
- Chotětov 1059
- Chudíř204
- Čistá 781
- Ctiměřice 141
- Dalovice 249
- Dlouhá Lhota 424
- Dobrovice 3380
- Dobšín 265
- Dolní Bousov 2732
- Dolní Krupá 249
- Dolní Slivno 327
- Dolní Stakory 275
- Domousnice 248
- Doubravička 139
- Horky nad Jizerou 570
- Horní Bukovina 248
- Horní Slivno 303
- Hrdlořezy717
- Hrušov 218
- Husí Lhota 155
- Jabkenice 438
- Jivina 473
- Jizerní Vtelno 346
- Josefův Důl 460
- Katusice 808
- Klášter Hradiště nad Jizerou 958
- Kluky 75
- Kněžmost 2130
- Kobylnice 157
- Kochánky 443
- Kolomuty 368
- Koryta 89
- Košátky 204
- Kosmonosy 4944
- Kosořice 499
- Kováň 150
- Kovanec 118
- Krásná Ves 200
- Krnsko 579
- Kropáčova 889
- Ledce 390
- Lhotky 150
- Lipník 341
- Loukov 166
- Loukovec 304
- Luštěnice 2209
- Mečeříž 506
- Mladá Boleslav 44 167
- Mnichovo Hradiště 8684
- Mohelnice nad Jizerou 99
- Mukařov 187
- Němčice 186
- Nemyslovice 143
- Nepřevázka 430
- Neveklovice 65
- Niměřice 290
- Nová Telib 257
- Nová Ves u Bakova 287
- Obrubce 216
- Obruby 254
- Pěčice 189
- Pětikozly 79
- Petkovy 301
- Písková Lhota 791
- Plazy 500
- Plužná 219
- Předměřice nad Jizerou 761
- Přepeře 122
- Prodašice 89
- Ptýrov 297
- Rabakov 52
- Řepov 713
- Řitonice 89
- Rohatsko 263
- Rokytá 282
- Rokytovec 141
- Sedlec 247
- Semčice 745
- Sezemice 114
- Skalsko 421
- Skorkov 623
- Smilovice 705
- Sojovice 544
- Sovínky 330
- Strašnov 257
- Strážiště 117
- Strenice 183
- Sudoměř 100
- Sukorady 368
- Tuřice 311
- Ujkovice 101
- Velké Všelisy 363
- Veselice 130
- Vinařice 305
- Vinec 295
- Vlkava 420
- Vrátno 165
- Všejany 674
- Žďár 1391
- Zdětín 583
- Žerčice 402
- Židněves 367